# Balança

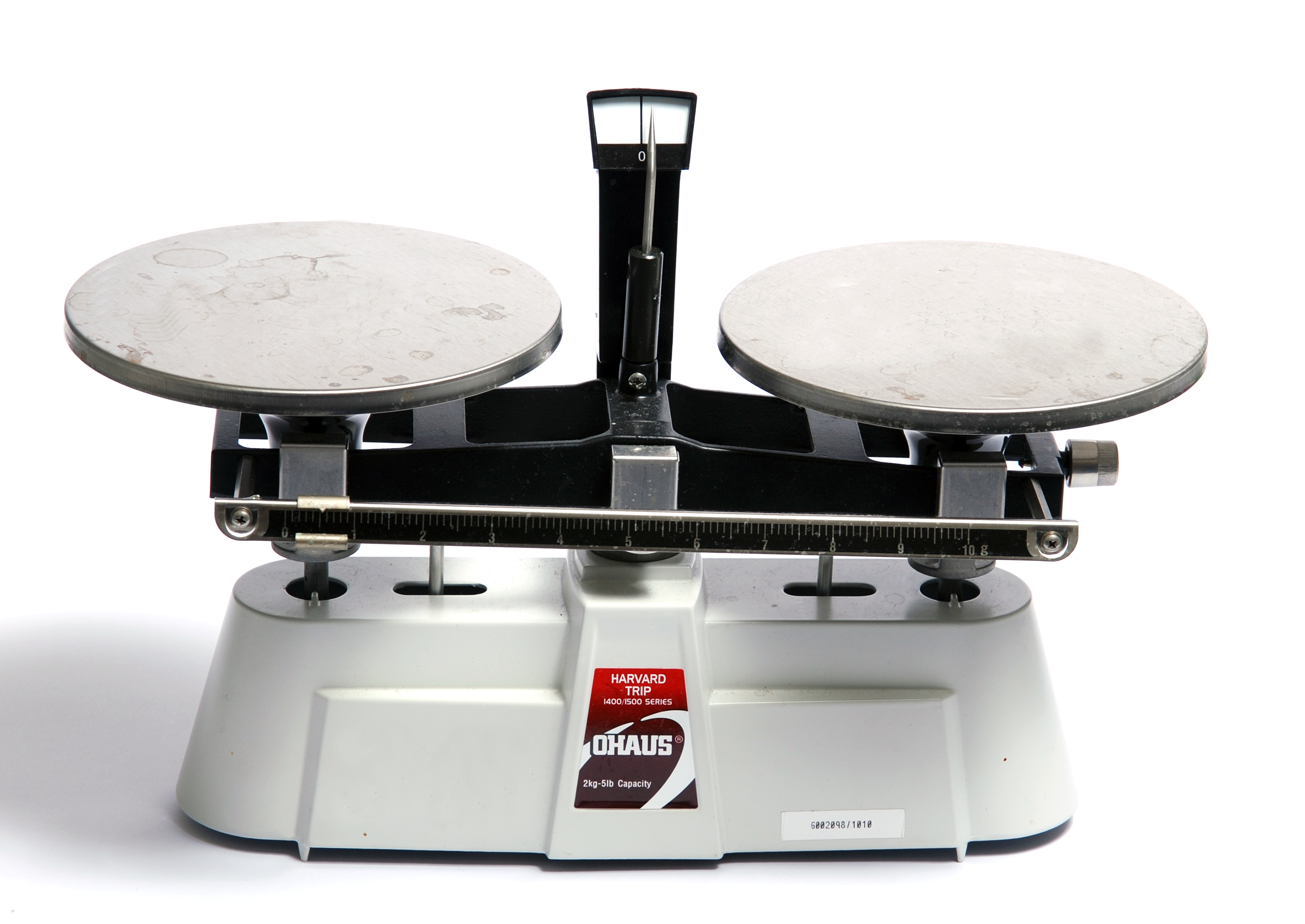

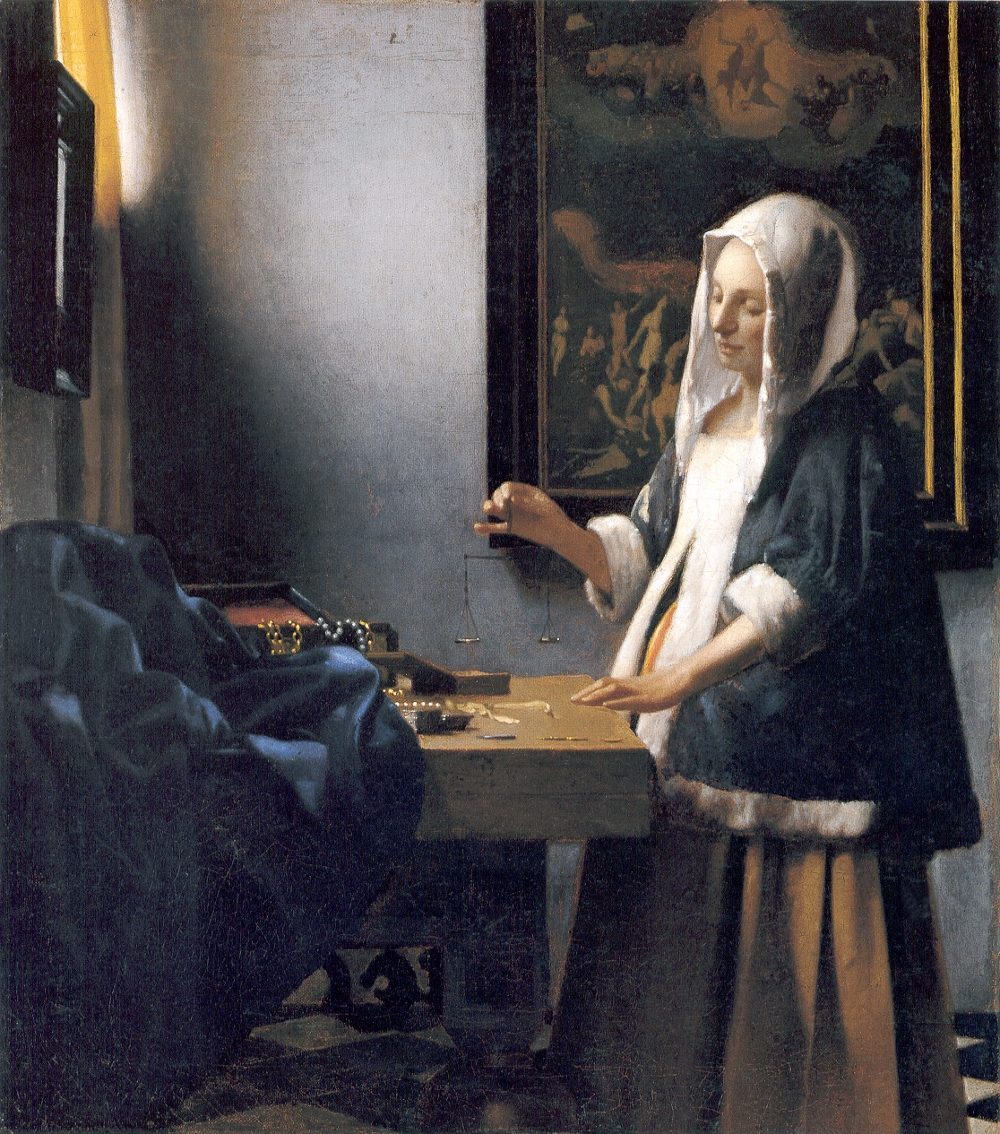
Johannes Vermeer

Balança (do latim bis - dois e linx - prato) é um instrumento que mede a massa de um corpo. A unidade usual para massa é o kg, por se tratar de uma unidade do SI. Portanto, o correto é dizer que as balanças medem as massas dos corpos e objetos, não o peso deles.. Contudo, embora a função primária da balança seja medir a massa, há balanças que, por meio de relações matemáticas simples, podem informar o valor aproximado do peso de um corpo.
O peso é uma grandeza de força física, e duas unidades comumente utilizadas para representá-la são o N e o kgf. Quando calculado em Newtons (a partir de uma massa dada em quilogramas), o peso corresponde à massa do corpo multiplicada pelo valor da aceleração da gravidade, que é de aproximadamente 9,80665 m/s² (a gravidade também precisa estar em unidades do SI). Desta forma, uma pessoa que possua massa de 55 kg terá um peso aproximado de 539,36575N.

## Usos
- Biólogo - Pesagem de meios de cultura, substâncias, organismos, etc;
- Biomédico - pesagem de pessoas em clínicas, hospitais etc.;
- Farmacêutico - pesagem de medicamentos e diversas drogas utilizadas como fármaco;
- Alimentício - pesagem de alimentos tais como frutas, grãos e carnes;
- Comercial - pesagem de pessoas (como em academias de ginástica, em centros desportivos etc.) e de bens em pequena escala (tais como materiais de construção, alimentos vendidos em mercados etc.);
- Industrial - pesagem de bens em maior escala, tais como veículos e grandes lotes de madeiras, metais, alimentos enlatados, carregamentos de minério etc.;
- Metrológico - verificação de rastreabilidade em massas-padrão e calibração de balanças menos precisas.
- Nutricionista - pesagem de pessoas em clínicas, hospitais, pesagem de alimentos em restaurantes etc.;Julgamento de Hunefer, detalhe da balança de Maat ao centro.Balança construída com estudantes em aulas de ciências da natureza na Guiné-Bissau.

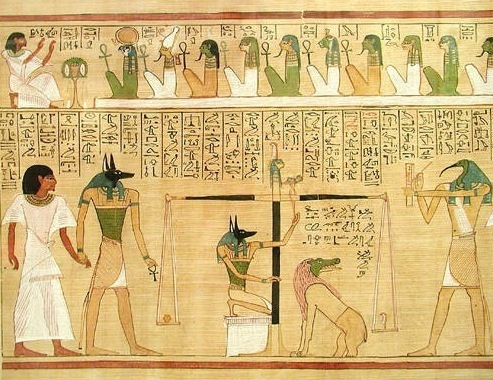
Julgamento de Hunefer, detalhe da balança de Maat ao centro.

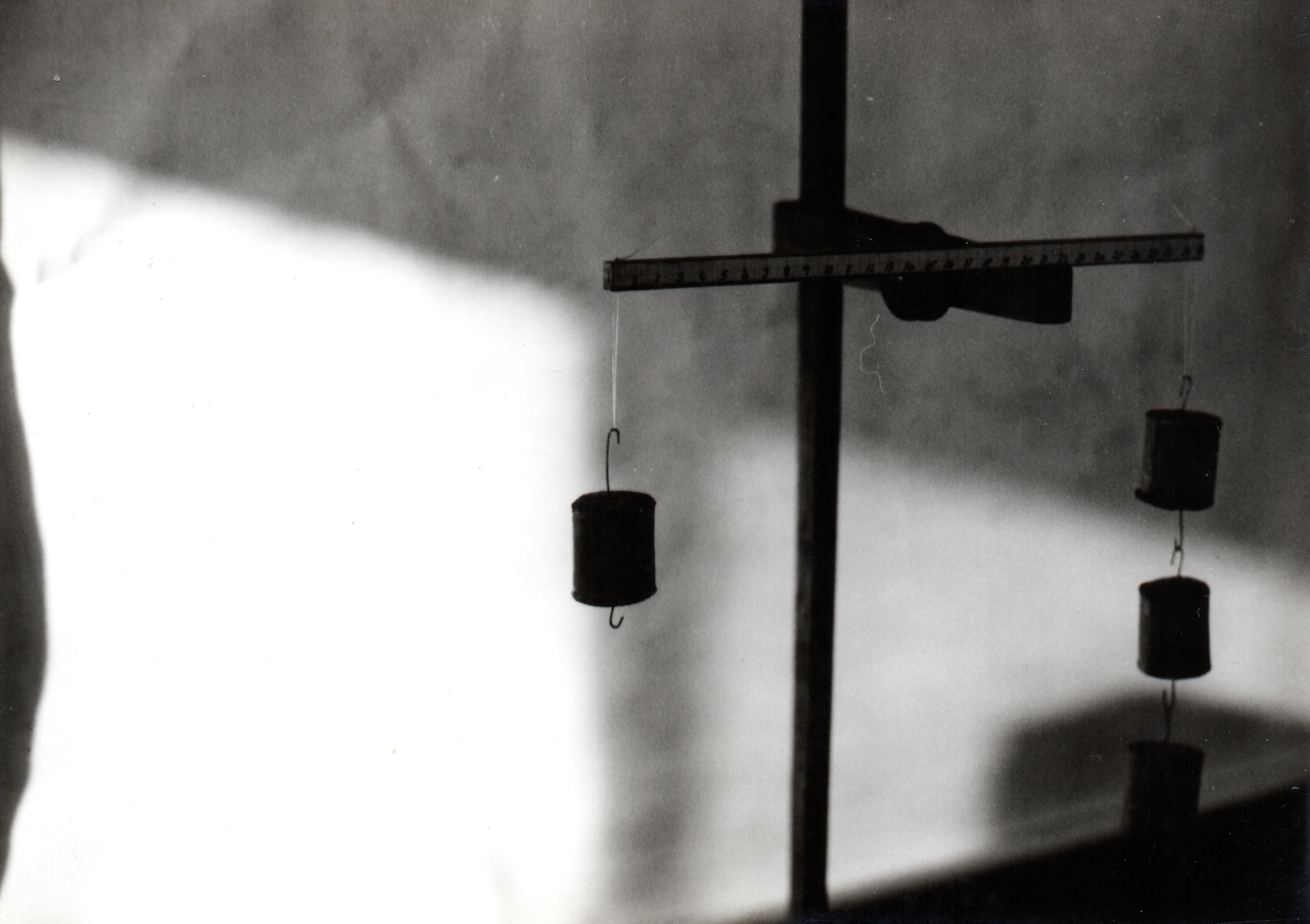
Balança construída com estudantes em aulas de ciências da natureza na Guiné-Bissau.

- Educacional - Balanças rústicas construídas por estudantes no processo de ensino-aprendizagem em aulas de ciência.[5]
- Simbólico - Como signo da medida da justiça para no Egito Antigo.[6]

## Classificação
Existem diversas maneiras de se classificar as balanças, de acordo com o critério adotado.

### Pelo tipo

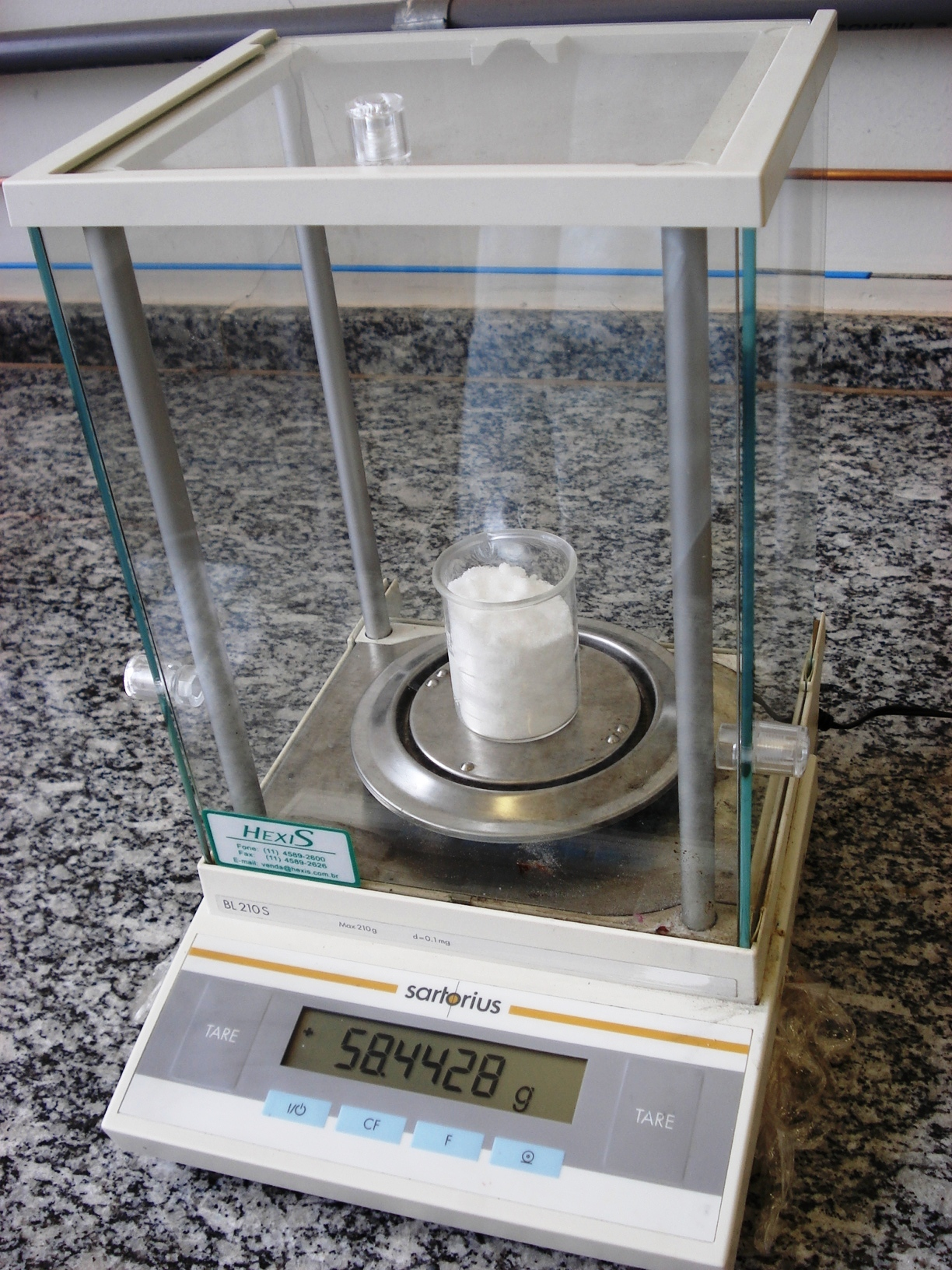
Uma balança analítica com um béquer de 50 ml em seu interior. O béquer contém ca. 1 mol de NaCl (58,44 g).

Quanto ao tipo, uma balança pode ser:
1. Analítica - quando se destina à análise de determinada grandeza sob certas condições ambientais;
2. De precisão - quando seu mecanismo possui elevada sensibilidade de leitura e indicação;
3. Industrial - quando se destina a medições de cargas muito pesadas;
4. Contagem - quando se trata de uma balança de contagem, ela permite contar e pesar peças individuais de um lote de forma rápida e precisa.[7]
5. Rodoviária - quando se destina à medição do peso de veículos em trânsito.

As balanças analíticas e de precisão são mais frequentemente utilizadas em laboratórios e na indústria farmacêutica.

### Pelo dispositivo de funcionamento
Uma balança pode ser dotada de um dos seguintes dispositivos internos de funcionamento:
1. Mecânico - quando o dispositivo é composto por elementos mecânicos tais como molas, cabos tensores, hastes rígidas, componentes hidráulicos, pneumáticos etc.;
2. Eletrônico - quando o dispositivo é composto por elementos eletrônicos, tais como células de carga, circuitos integrados, microprocessadores etc.;
3. Híbrido - quando o dispositivo é composto por elementos mecânicos e por elementos eletrônicos.

#### Balança Eletrônica
Nas balanças eletrônicas, a massa é obtida da seguinte maneira:
1. O corpo é colocado sobre um prato ou bandeja (geralmente fabricada em aço inoxidável);
2. Por estar posicionado sobre uma célula de carga, o prato exerce uma compressão sobre a mesma;
3. Funcionando como um transdutor, a célula de carga capta a intensidade da compressão e a converte em um sinal elétrico de intensidade diretamente proporcional à da compressão sofrida;
4. O sinal elétrico é enviado a um microprocessador que então interpreta o sinal. Quanto mais intenso for o sinal elétrico recebido, maior será a leitura feita pelo microprocessador e, consequentemente, maior a massa calculada por ele;
5. O microprocessador envia sua leitura para um mostrador, que exibe a massa calculada.

## Balança de dois pratos e pesagens de valores inteiros
Uma balança de dois pratos é aquela onde se colocam pesos (confeccionados geralmente de metal) de um lado e no outro lado se coloca o que se deseja pesar. É possível também colocar pesos nos dois pratos. Para valores inteiros, é possível representar os números usando-se pesos cujos valores são potências de 3, de 1 até {\displaystyle 3^{n}}.[carece de fontes?]

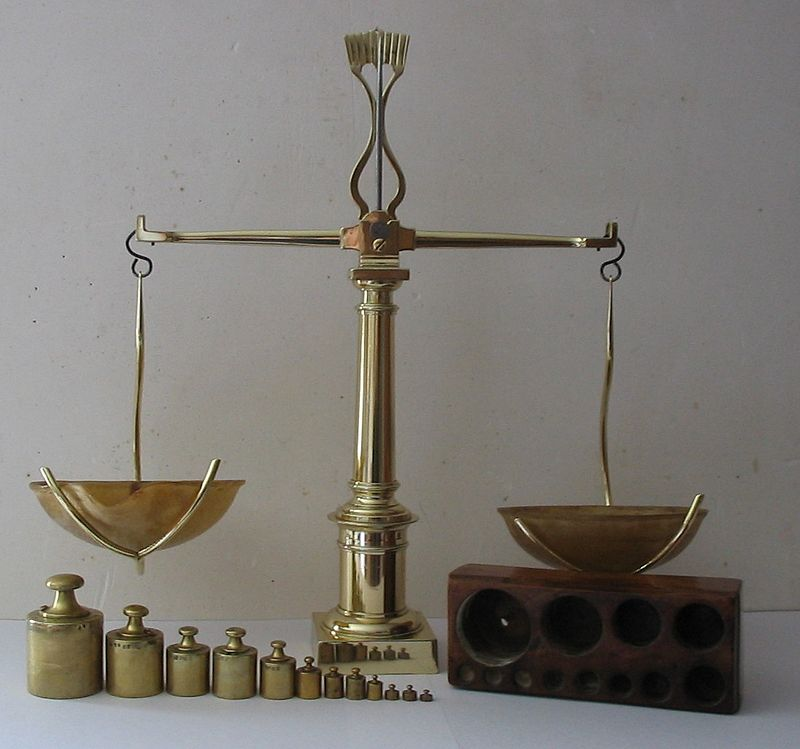
Balança de dois pratos e respectivos objetos com massas pré-determinadas para realizar a medição por comparação.

Por exemplo, usando-se os pesos {\displaystyle 1(=3^{0})}, {\displaystyle 3} e {\displaystyle 3^{2}} unidades (apenas um peso de cada valor!), é possível representar os valores inteiros de 1 até 13 (as somas correspondem aos pesos colocados no mesmo prato da balança que o objeto a ser pesado, enquanto as diferenças são os contrapesos, ou seja, os pesos colocados no outro prato). [carece de fontes?]
Assim:
| Número | Representação |
| ------ | ------------- |
| 1      | 1             |
| 2      | 3-1           |
| 3      | 3             |
| 4      | 3+1           |
| 5      | 9-(3+1)       |
| 6      | 9-3           |
| 7      | 9-3+1         |
| 8      | 9-1           |
| 9      | 9             |
| 10     | 9+1           |
| 11     | 9+3-1         |
| 12     | 9+3           |
| 13     | 9+3+1         |

De um modo geral, usando-se pesos de {\displaystyle 1}, {\displaystyle 3}, {\displaystyle 3^{2}},{\displaystyle \cdots }, {\displaystyle 3^{n}}, podemos pesar em uma balança valores inteiros de {\displaystyle 1} até {\displaystyle \sum _{p=0}^{n}3^{p}={\frac {3^{n+1}-1}{2}}}.
Naturalmente que, para pesagens mais precisas, podemos usar valores maiores expressando-se as quantidades em unidades submúltiplas de peso. Por exemplo, 1 Kg pode ser expresso como 1000 gramas.

### Artigos históricos
- «O Colar Precioso Sobre Balanças de Pesagem, um manuscrito árabe do século 18 sobre a "concepção e funcionamento" das balanças.»

### Artigos didáticos
- Como funciona uma balança de braços iguais (simulador). Acesso em 25/03/2011.
- Como construir uma balança com canudos de refresco (aula). Acesso em 25/03/2011.
- Como construir uma balança analítica (aula). Acesso em 25/03/2011.
- Balança tríplice escala virtual, simulador didático (simulador). Acesso em 15/05/2011.